# Соломахин, Андрей Кондратьевич
Андрей Кондратьевич Соломахин — советский хозяйственный, государственный и политический деятель, Герой Социалистического Труда.

## Биография
Родился в 1923 году в селе Ильинка. Член КПСС.
Участник Великой Отечественной войны, рулевой сигнальщик на Краснознамённой подводной лодке «С-51» 2-й ДПЛ КОУБПЛ Северного флота. С 1948 года — на хозяйственной, общественной и политической работе. В 1948—1983 гг. — токарь-расточник Краснодарского завода электроизмерительных приборов Министерства приборостроения, средств автоматизации и систем управления СССР.
Указом Президиума Верховного Совета СССР от 12 марта 1976 года присвоено звание Героя Социалистического Труда с вручением ордена Ленина и золотой медали «Серп и Молот».
За высокую эффективность и качество работы на основе совершенствования техники и технологии производства был в составе коллектива удостоен Государственной премии СССР за выдающиеся достижения в труде 1980 года.
Умер в Краснодаре в 1997 году.